# Юматов, Павел Борисович
Па́вел Бори́сович Юма́тов (30 мая 1974 года) — российский футболист, полузащитник. Воспитанник Анатолия Ивановича Широчкина.
Играл за команду «Нефтяник» (Похвистнево).
В 1993 провёл 1 игру за «Крылья Советов». В том же году по ходу сезона вместе с игроками «Крыльев» Юрием Семиным, Денисом Меркуловым и Зурабом Циклаури перешёл в клуб СКД (Самарский Коммерческий Дом), чтобы помочь ему не вылететь из Второй лиги.
В 1995 опять выступал за «Крылья».
С 1997 года челябинский «Зенит» пытался выкупить арендованного у «Крыльев» игрока. Удалось это сделать в 2000 году.
С 2012 года вернулся в ФК «Крылья Советов» в должности администратора центра подготовки футболистов «Крылья Советов» В настоящее время[какое?] работает в Центре подготовки футболистов ПФК «Крылья Советов» в должности начальника ЦПФ.